# Саратовский оросительно-обводнительный канал имени Е. Е. Алексеевского
Саратовский оросительно-обводнительный канал имени Е. Е. Алексеевского — мелиоративный канал, предназначенный для орошения и обводнения земель и водоснабжения населённых пунктов в 11 районах левобережья Волги в Саратовской области, а также для подачи воды в Волгоградскую область и Казахстан. Общая протяжённость канала составляет 126 км, проходная способность самотечной части канала — 112 м³/с. Включает 20 водохранилищ с объёмом воды более 250 млн м³.
На орошаемой каналом территории проживает 350 тысяч человек, содержится 458 тысяч голов животных, находится 71,5 тысяч га сельскохозяйственных земель, заливается 25 тысяч га лиманов, а также обводняются сельские территории на площади 1,5 млн га.
В 2020-х годах канал ежегодно подаёт 150—200 млн кубометров волжской воды, из которого 60—70 млн расходуется на орошение сельскохозяйственных объектов и 90—130 — на обводнение территорий. Максимальная производительность канала была достигнута в конце 1980-х годов и составляла 1,1 млрд кубометров воды в год.
Канал имеет жизненно важное значение для орошаемых и обводняемых им территорий, являясь основным источником подачи воды, особенно в меженный период.
Филиал ФГБУ «Управление „Саратовмелиоводхоз“», руководящий эксплуатацией канала, расположен в посёлке Горный Саратовской области.

## История
До создания канала регионы Заволжского района являлись засушливыми и малопригодными для жизни. Засуха в Среднем и Нижнем Поволжье в течение XVIII и XIX веков повторялась 74 раза. За период с 1900 по 1972 годы 26 лет (примерно каждый третий год) были самыми засушливыми, из них 9 лет (примерно каждый восьмой год) засуха была крайне жестокой. Помимо превращения земель в пустыни и гибели людей и скота из-за нехватки питьевой воды, это также приводило к массовым миграциям населения в более благоприятные регионы проживания.
Поскольку местные реки на засушливых территориях в летний период без подпитки пересыхали, перед постройкой канала воду привозили железнодорожными цистернами, на тракторах и автомобилях.
Проекты создания искусственной системы водоснабжения начали возникать ещё в XIX веке. Первые прообразы современной системы появились в 1846 году, однако с их помощью орошалось лишь 1400 га. С 1930 года работу над проблемами орошения Заволжья вели академики Н. И. Вавилов, И. Г. Александров, В. А. Чаплыгин, Н. М. Тулайков и А. Н. Костяков, профессор Г. К. Ризенкампф.
Пленум ЦК КПСС в мае 1966 года положил начало широкомасштабному мелиоративному строительству в СССР, а в мае 1967 года Совет министров СССР принял постановление о строительстве Саратовского оросительно-обводнительного канала. Возведение канала было начато от реки Малый Узень и велось с октября 1967 года по 1972 год. Открытие канала состоялось 8 сентября 1972 года, а в 1973 году канал был принят в эксплуатацию, получив от Госкомиссии оценку «Отлично».
В 1979 году каналу было присвоено имя Е. Е. Алексеевского — первого министра мелиорации и водного хозяйства СССР.

## Структура и орошаемая территория
Канал питается водой из Саратовского водохранилища реки Волга. Головной водозабор находится в районе города Балаково, в судоходном канале на уровне верхнего бьефа Саратовской ГЭС. Водозабор через шлюзы подаёт более 100 кубометров воды в секунду в самотечную часть канала, имеющую протяжённость 40,6 км. По самотечной части канала вода поступает в Сулакское водохранилище, расположенное на реке Большой Иргиз, имеющее площадь 20 км² и объём 115 млн кубометров и являющееся основным водным объектом, обеспечивающим бесперебойную работу дальнейшей части канала. Кроме Сулакского водохранилища вода также аккумулируется в Толстовском и Ново-Успенском водохранилищах (5,67 и 2,73 млн кубометров соответственно), а также в большом числе небольших прудов и водохранилищ в районах-потребителях.

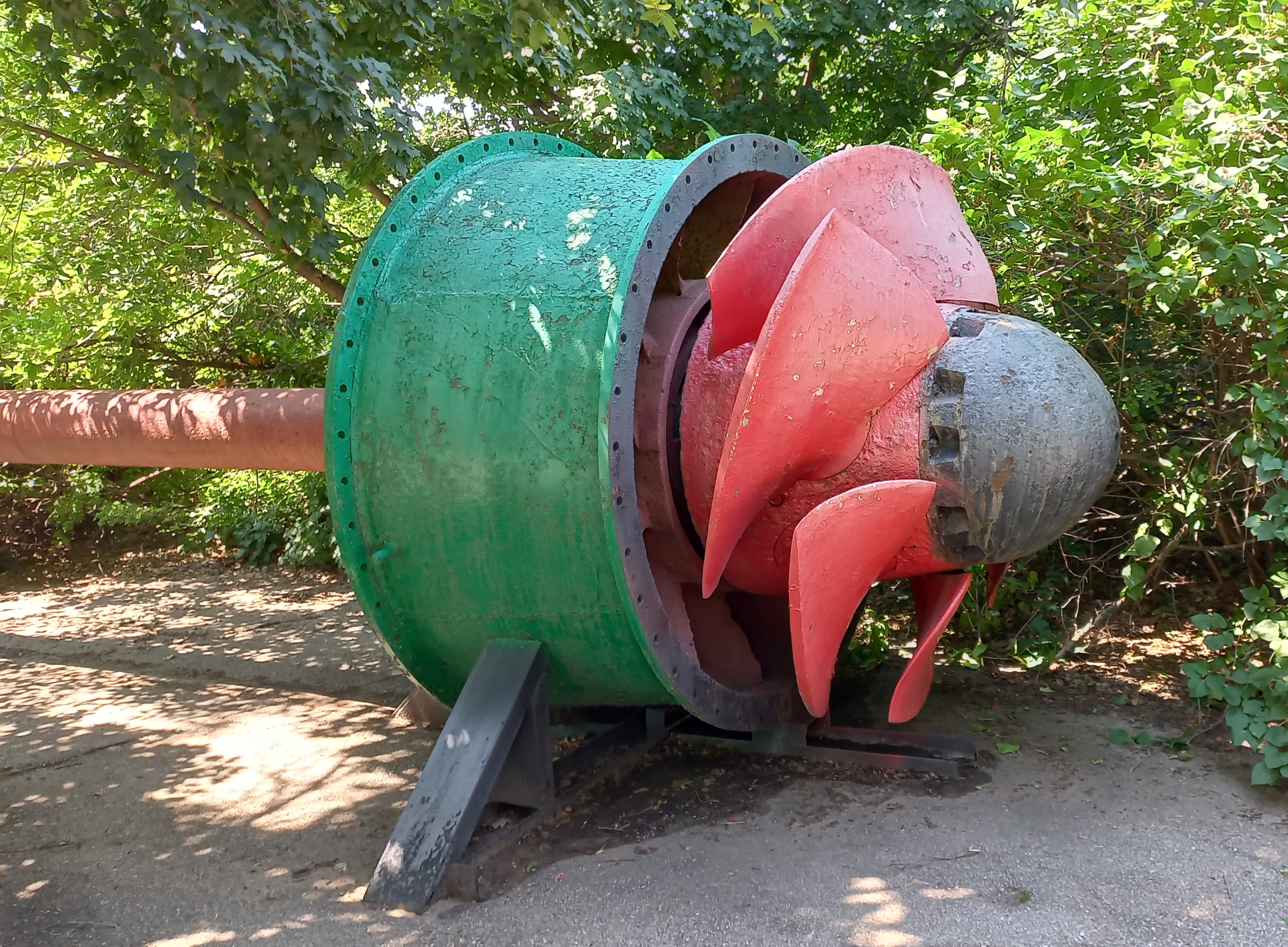
Рабочее колесо вертикального мелиоративного насоса ОПВ-10-185Г, используемого для подачи воды в магистральные каналы Саратовского оросительно-обводнительного канала. Имеет гидропривод для поворота лопастей с целью изменения объёма подаваемой воды. Диаметр рабочего колеса 1850 мм, водоподача 14—17 куб.м./с, рабочий напор 18 м. Комплектуется вертикальным синхронным электродвигателем ВДС 2-325/44-18УХЛ4 мощностью 5000 кВт. Экспонат в Парке Победы (Саратов).

Магистральная часть канала, выходящая из Сулакского водохранилища, имеет протяжённость 41 км и содержит пять перекачивающих насосных станций, каждая из которых имеет пропускную способность 51 м³/с. Эти станции, потребляя в совокупности 22 мегаватт электроэнергии, осуществляют подъём воды на общую высоту 92 метра (максимальная точка подъёма воды находится около посёлка Горный).
В районе посёлка Емельяновка общий магистральный канал разделяется на две ветви магистрального канала (ВМК):
- ВМК-1 «Малоузенская» — для подачи воды в реки Еруслан и Малый Узень. Протяжённость 32,7 км, пропускная способность 32 м³/с. От ветви ВМК-1 в районе города Ершова отходят Ерусланский оросительный канал длиной 48,9 км и Межузенский оросительный канал длиной 24 км[7].
- ВМК-2 «Большеузенская» — для подачи воды в реку Большой Узень. Протяжённость 17,9 км, пропускная способность 11,0 м³/с.

Для водоснабжения отдалённых населённых пунктов имеются Орлово-Гайский и Варфоломеевский групповые водопроводы, а также Дергачёвский водовод длиной 96,4 км.
Всего канал включает 104 искусственных гидротехнических сооружения, включая головной водозабор, переливные плотины, переходы через реку Сакму, 5 перекачивающих и около 70 подкачивающих насосных станций, водовыпуски, железнодорожные и автодорожные мосты.
Таким образом, канал подаёт волжскую воду для орошения и обводнения земель, а также водоснабжение населённых пунктов в бассейнах следующих рек в пределах Саратовской области:
- Малый Узень (ветвь ВМК-1 впадает в реку в районе города Ершов)
- Еруслан (Ерусланский канал, отходящий от ветви ВМК-1, впадает в реку в районе села Плёс)
- Большой Узень (ветвь ВМК-2 впадает в реку в районе села Милорадовка)
- Малая Чалыкла (ветвь ВМК-2 питает реку восточнее села Милорадовка и посёлка Дальний)

Канал подаёт воду в следующие районы на левобережье Волги в Саратовской области:
- Александрово-Гайский район
- Балаковский район
- Дергачёвский район
- Ершовский район
- Краснокутский район
- Краснопартизанский район
- Новоузенский район
- Питерский район
- Пугачёвский район
- Фёдоровский район
- Озинский район[3]

Существенная часть воды, подаваемая в реки Большой и Малый Узень, далее направляется в Казахстан и поступает в Жаныбекскую оросительно-обводнительную систему, а река Еруслан далее по течению протекает через Волгоградскую область.
Полная длина канала рассчитывается от головного водозабора до впадения в реку Малый Узень и включает Сулакское водохранилище. Тракты подачи воды малых рек, питаемых каналом, имеют общую протяжённость более 1000 км.